# Karin Ekberg
Karin Ekberg, född 20 januari 1979 i Stockholm, är en svensk dokumentärfilmare. 
Karin Ekberg är utbildad vid Stockholms dramatiska högskola, Akademin Valand Film, Birkagårdens folkhögskola, JMK och konsthögskolan AKI, numera Artez (Nederländerna). Hon har tidigare arbetat som fotograf, journalist och projektledare inom kommunikation. Nu regisserar och producerar hon kort- och dokumentärfilm och frilansar som föreläsare och inom kommunikation. Hon har också arbetat för organisationer som Film Stockholm, Filmbasen och BoostHbg och var med och utvecklade programmet Pure Fiction för kvinnliga regissörer.
Karin Ekberg långfilmsdebuterade 2014 med dokumentären Att skiljas som skildrar hennes föräldrars skilsmässa. Filmen visades på svensk bio och tv, samt internationella filmfestivaler under 2014. Hon har också producerat kortfilmen Skärvor i regi av Erik Lindeberg som belönades med Juryns specialpris för bästa foto på Uppsala kortfilmsfestival 2014 och flera priser på Stockmotion filmfestival 2014.
2014 var hon vistelsestipendiat på Bergmangårdarna på Fårö och nominerades till Annapriset (instiftat av Wift) och Erik Forsgrens pris för bästa dokumentärfilm (Sveriges största dokumentärfilmspris). Hon nominerades också till Årets nykomling av SVT Kulturnyheterna.
I mars 2015 medverkade hon i Studio Ett i P1 där hon berättade om en kommande film om att mista ett barn vid födseln. Filmen fick titeln Efter Inez och hade premiär 2017.
Karin Ekberg är vice ordförande i Oberoende filmares förbund. 